# Ə
Ə (minusculă ə) este o o literă suplimentară a alfabetului latin folosită în limbile azeră și turkmenă. În Alfabetul Fonetic Internațional (IPA), minuscula ə este folosită pentru a reprezenta vocala mijlocie centrală, adică vocala din cuvântul românesc măr.
A fost creată de Johann Andreas Schmeller pentru vocala scurtă de la sfârșitul unor cuvinte germane și folosită pentru prima dată în lucrările sale din anii 1820 despre dialectele bavareze.

## Utilizare
Este sau a fost folosită în mai multe limbi din întreaga lume, inclusiv limbile azeră, Gottscheerish, Karay·a și Adyghe, limba abenaki din Quebec și în dialectul hən̓q̓əmin̓əm̓ din Halkomelem. Atât majusculele, cât și minusculele ale acestei litere se bazează pe forma unui e răsturnat, în timp ce în balineză nu este scris formal, dar finalul ortografic -a este un [ə] din punct de vedere fonetic.  În alfabetul pan-nigerian este o pereche, fiind litera mică corespondentă a lui Ǝ.